# Sailly-lez-Lannoy
Sailly-lez-Lannoy – miejscowość i gmina we Francji, w regionie Hauts-de-France, w departamencie Nord.
Według danych na rok 1990 gminę zamieszkiwało 1639 osób, a gęstość zaludnienia wynosiła 370 osób/km² (wśród 1549 gmin regionu Nord-Pas-de-Calais Sailly-lez-Lannoy plasuje się na 416. miejscu pod względem liczby ludności, natomiast pod względem powierzchni na miejscu 730.).